# Sant Vincenç de Barbairargues
Sant Vincenç de Barbairargues (en francès Saint-Vincent-de-Barbeyrargues) és un municipi occità del Llenguadoc, situat al departament de l'Erau i a la regió d'Occitània.